# Achshav Rachmaninov
Achshav Rachmaninov è un cortometraggio del 1998 diretto da Daniel Syrkin.

## Trama
Vladimir è un ebreo russo immigrato in Israele che lavora come spazzino. Un giorno trova tra l'immondizia una vecchia radio che sta trasmettendo il secondo concerto per pianoforte di Sergei Rachmaninov. La nostalgia assale Vladimir, ma viene interrotta da Shimon che gli sottrae la radio.